# Zoot Sims
Zoot Sims (John Haley „Zoot” Sims), (Inglewood, Kalifornia, 1925. október 29. – New York, 1985. március 23.) amerikai szaxofonos.

## Pályakép
Az apja sztepptáncos volt, Sims büszke volt arra, hogy apja sok lépést megtanított neki. Hamar megtanult dobokon és klarinéton zenélni. A testvére, Ray Sims trombonon játszott.
Woody Herman big bandjében hívta fel magára először a figyelmet szaxofonjátékával. Lester Young  követőjeként innovatív tenorszaxofonos lett. Pályafutása során híres együttesekkel játszott, például 1943-ban Benny Goodman zenekarával is.
Hosszú szólistakarrierjét gyakran Gerry Mulligan, Al Cohn és Bob Brookmeyer melletti fellépésekkel színesítette.

## Lemezválogatás
- Zoot Swings the Blues (1950)
- Quartetes (1951)
- Tenorly (1954)
- Zoot! (1956)
- Down Home (1960)
- Soprano Sax (1976)
- Warm Tenor (1979)
- Passion Flower (1980)
- On the Korner (1983)
- In a Sentimental Mood (1984)